# Plaza de toros de Herrera de Pisuerga
La plaza de toros de Herrera de Pisuerga es un inmueble histórico del municipio de Herrera de Pisuerga (Palencia), donde se celebran festejos taurinos y otros tipos de espectáculos.
La plaza de toros está catalogada como plaza de tercera categoría. Actualmente cuenta con un aforo de 16500 localidades. El coso, situado en la Calle Castillo fue inaugurado en 24 de septiembre de 1952 estando acartelados el rejoneador Marimén Ciama y los novilleros Juan Montero y Pedrés con novillos de María Teresa Oliveira.

## Historia

### Antecedentes
Anterior a la plaza de toros los festejos taurinos se celebraban en la plaza de la localidad. Una vez que decidida la construcción de la plaza de toros optaron por construirla sobre las ruinas del Castillo del duque de Frías,
más concretamente sobre las ruinas de las caballerizas.

### Inauguración
Su inauguración tuvo lugar el 24 de septiembre de 1952 cuyo cartel inaugural estuvo compuesto por la rejoneadora argentina Marimén Ciamar la cuán estoqueo un novillo, junto a ella estuvieron anunciados los novilleros Juan Montero y Pedrés completando así la novillada mixta los novillos de la ganadería de María Teresa Oliveira.

### Propietario
La plaza de toros desde su construcción pertenece al ayuntamiento de la localidad.

## Características
La plaza de toros se construyó sobre las ruinas del Castillo del Duque de Frías, actualmente tiene un aforo de aproximadamente 4.000 localidades, patio de caballos, un corral, chiqueros, enfermería la cuán tiene sala de curas y una habitación con dos camas su ruedo tiene un diámetro de 36 m.

## Estadísticas

#### Toros indultados en la plaza de toros de Herrera de Pisuerga
De acuerdo con el reglamento taurino, en la Plaza de Toros de Herrera de Pisuerga se han indultado diferentes toros a lo largo de la historia. Para ello, y según la legislación vigente, se han tenido en cuenta tanto la presentación del toro o trapío así como el comportamiento del animal en todas las fases de la lidia. Estos son los nombres de los toros a los que, por su bravura, se les perdonó la vida en Herrera de Pisuerga:
| Ganadería     | Fecha del indulto        | Torero/Diestro | Ref.   |
| ------------- | ------------------------ | -------------- | ------ |
| Ramón Espioja | 15 de septiembre de 2007 | Carlos Doyague | [ 12 ] |

## Hitos
El 5 de junio de 2021 el coso taurino albergo una novillada picada dentro de Circuito de Novilladas de Castilla y León 2021 perteneciente a  la Liga Nacional de Novilladas, la terna estuvo compuesta por Antonio Grande, Manuel Diosleguarde y Valentín Hoyos con novillos del Puerto de San Lorenzo y Antonio Palla. Además este festejo fue retransmitido por las cámaras de La 7 de CYL lo cual supuso el primer festejo taurino televisado desde Herrera de Pisuerga.

## Festejos taurinos
Los festejos taurinos se viene celebrando en torno al 7 de julio y del 20 al 23 de septiembre.
Aparte de celebrarse festejos taurinos también se ha realizando otros tipos de eventos como conciertos...